# Bidessus knapporum
Bidessus knapporum är en skalbaggsart som beskrevs av Wewalka och Olof Biström 2008. Bidessus knapporum ingår i släktet Bidessus och familjen dykare. Inga underarter finns listade i Catalogue of Life.